# Calycomyza polygonicola
Calycomyza polygonicola är en tvåvingeart som beskrevs av Mitsuhiro Sasakawa 1998. Calycomyza polygonicola ingår i släktet Calycomyza och familjen minerarflugor. Inga underarter finns listade i Catalogue of Life.